# Barasaurus
Barasaurus is een geslacht van uitgestorven owenettide procolophonoide parareptielen, bekend uit de late Laat-Perm en vroege Vroeg-Trias van Madagaskar. Het bevat als enige soort Barasaurus besairiei.

## Ontdekking
Barasaurus besairiei, de typesoort van de Barasaurus, werd voor het eerst beschreven en benoemd in 1955 door de Franse paleontoloog Jean Piveteau op basis van het holotype MNHN P1, een natuurlijke mal van een bijna compleet skelet, waarbij alleen de staart en het distale ledematen ontbreken, dat wordt bewaard in het Muséum national d'Histoire naturelle, Parijs. Het holotype werd verzameld uit de Neder-Saamena-formatie van de Sakamena-groep in de vindplaats Ranohira in het Morondava-bekken, Fianarantsoa, daterend uit het Lopingien van het late Laat-Perm. De geslachtsnaam eert het Bara-volk, inheems in de Ranohira-regio van Madagaskar, en verbindt de naam daarvan met een gelatiniseerd sauros, wat 'hagedis' betekent in het oud-Grieks. De soortaanduiding besairiei eert Henri Michel-Edouard Besairie, een Franse geoloog die toezicht hield op het maken van een officiële geologische kaart van Madagaskar en het holotype-exemplaar verzamelde.
Hilary F. Ketchum en Paul M. Barrett (2004) wezen aanvullende exemplaren van de Sakamena-groep aan Barasaurus toe. Ze beschreven vier exemplaren, bestaande uit materiaal van de achterpoten: OUMNH GX.95 - een voet inclusief de middenvoet en tenen; OUMNH GX.97 - linkerdijbeen, mogelijk scheenbeen en voet; OUMNH GX.99 - rechterscheenbeen, kuitbeen en voet en OUMNH GX.101 - een voet. Deze exemplaren zijn ondergebracht in het Oxford University Museum of Natural History. Ze werden verzameld uit de Couches à Poissons et Ammonites-afzetting van de Midden-Saamena-formatie in de enige momenteel bekende Amniota-vindplaats van het Diego Basin, Antsiranana in het noordwesten van Madagaskar, daterend uit het Indien van het vroege Vroeg-Trias.

## Beschrijving
Verschillende eigenschappen suggereren dat de specimina uit het Vroeg-Trias en het Laat-Perm aan Barasaurus toewijsbaar zijn. De aanwezigheid van een gefuseerd astragalocalcaneum geeft aan dat ze tot de Procolophonia behoren. Onder parareptielen bezitten alleen exemplaren van Barasaurus en de millerettide Broomia een vijfde distale tarsaal, een omkering van de basale amniote toestand. Deze eigenschap wordt beschouwd als een autapomorfie van beide geslachten afzonderlijk, aangezien Broomia gemakkelijk te onderscheiden is van Barasaurus op basis van verschillende andere kenmerken en zijn fylogenetische positie binnen Parareptilia. Alle exemplaren van Barasaurus en Procolophon delen de aanwezigheid van de mediale richel aan het proximale uiteinde van het eerste middenvoetsbeentje, een mogelijke synapomorfie voor Procolophonoidea. Alle exemplaren van Barasaurus onderscheiden zich van alle andere Procolophonia door de aanwezigheid van een pedale centrale en relatief korte pedale klauwen, en daarom vertegenwoordigen deze twee extra autapomorfische omkeringen van Barasaurus.
Hoewel de volledige telling van de teenkootjes van Barasaurus onbekend is van het holotype, onthulde het Vroeg-Trias materiaal dat de teenkootjesformule voor dit geslacht 2:3:4:5:5 is. Procolofonoïde materiaal met een dergelijke configuratie is ook bekend uit de Lower Saamena-formatie. Deze exemplaren zijn ook vergelijkbaar met Owenetta en daarom waarschijnlijk ook toe te wijzen aan Barasaurus. De aanwezigheid van vijf kootjes in de vijfde teen (zoals te zien in de falangeale formule) is uniek onder amnioten behalve Barasaurus en mesosauriërs, maar de voeten van de laatsten zijn gemakkelijk te onderscheiden op basis van andere eigenschappen, wat suggereert dat deze ongebruikelijke formule een extra autapomorfie vertegenwoordigt voor Barasaurus.

## Fylogenie
Fylogenetische analyses plaatsen Barasaurus binnen de Owenettidae, het zustertaxon van Procolophonidae. Barasaurus vormt het zustertaxon van de clade met Saurodektes en de enige bekende owenettide ouder dan Barasaurus, Owenetta rubidgei, terwijl Owenetta kitchingorum en Candelaria een andere lijn binnen de familie vormen. De toevoeging van Ruhuhuaria aan de fylogenetische analyse resulteerde in een minder opgeloste verwantschap binnen Owenettidae, maar Barasaurus en Owenetta rubidgei worden gevonden als zustertaxa.